# 颱風莫蘭蒂
颱風莫蘭蒂（英語：Typhoon Meranti，國際編號：1614，聯合颱風警報中心：WP162016，菲律賓大氣地球物理和天文服務管理局：Ferdie）為2016年太平洋颱風季第14個被命名的風暴。「莫蘭蒂」一名由馬來西亞提供，意指柳桉樹，是一種高大的樹，木質較軟，是常用的建築材料。
莫蘭蒂是2016年西北太平洋最強的熱帶氣旋，更是21世紀西北太平洋海域第四強風暴，僅次於2013年颱風海燕、2020年颱風天鵝和2010年颱風鮎魚。初時各大電腦數值預報模式均預期莫蘭蒂會在臺灣以東海域轉向，然而隨後兩三日預報卻大幅將其路徑向西調整，結果莫蘭蒂以巔峰強度直撲呂宋海峽，成為其中一個於中秋節前後重創臺灣、菲律賓巴丹群島、中國東南沿岸的熱帶氣旋，不但導致福建遭受200億人民幣直接經濟損失，更打破同年較早前颱風尼伯特之紀錄，成為福建史上經濟損失最嚴重之風災。莫蘭蒂與2013年颱風海燕曾是全球有記錄以來，登陸時風速最高的熱帶氣旋，但此紀錄已於4年後被颱風天鵝所打破。由於莫蘭蒂在臺灣和中國大陸造成嚴重損失，所以已在第49次颱風委員會會議中被永久除名，新名稱由妮亞圖取代。

## 發展過程

### 生成初期快速西進
踏入2016年9月，熱帶輻合帶仍活躍於西北太平洋上空，在東北信風與西南季候風匯聚下，一個低壓區於9月7日在關島東南面海域形成，美國海軍研究實驗室在下午2時給予熱帶擾動編號98W。聯合颱風警報中心於9月8日上午10時半對其在24小時內形成為熱帶氣旋的機會評為「低」，但不消多久便在3小時後，即下午1時半，把上述機會評等跳過評級「中」而直接升為「高」，並同步發出熱帶氣旋形成警報；與此同時，臺灣中央氣象局率先把該系統升為熱帶性低氣壓。該系統橫過關島附近一帶海域，受到垂直風切變影響，其低層環流中心暴露，系統初期整合需時，但炎熱海水供應足夠能量，促進系統發展。日本氣象廳在翌日（9日）凌晨2時把該低壓區升為熱帶低氣壓，聯合颱風警報中心在凌晨5時跟隨升格，並給予熱帶氣旋編號16W。電腦數值預報模式初時預計此風暴會逐漸強化為一成熟颱風，移向臺灣以東海域，隨後改為北上及影響琉球群島一帶，原因是雖然影響華南的低壓槽會逐漸減弱，讓出空間予副熱帶高壓脊向西伸展，但是在此系統移近臺灣之際，將有一道西風槽打擊該高壓脊，從而令系統轉向。
因應該系統的螺旋性漸增，深層對流開始捲入中心，日本氣象廳在10日凌晨3時對該熱帶低氣壓發出烈風警報，表示一日內有機會發展成熱帶風暴；聯合颱風警報中心更率先在凌晨5時把它升為熱帶風暴。午後系統組織進一步成形，日本氣象廳在下午3時10分把該熱帶低氣壓正式升為熱帶風暴，並命名為莫蘭蒂，給予國際編號「1614」，中央氣象局在不久後把此系統升格為輕度颱風；香港天文台亦隨即在下午3時45分表示「位於西北太平洋的低壓區已增強為熱帶低氣壓，並命名為莫蘭蒂」，6小時後在晚上9時45分把莫蘭蒂升為熱帶風暴。受到北面的副熱帶高壓脊帶動，莫蘭蒂以時速22公里穩定向西北偏西移動，橫過西北太平洋。北半球秋季的西風槽強度一向難料，對副熱帶高壓脊構成多大打擊也因而充滿不確定性，上述西風槽也不例外，多個電腦模式於當日把預報路線大幅向西調整，改為預料莫蘭蒂直撲臺灣，聯合颱風警報中心因而採用此預測；隨後電腦模式出現更偏西、循呂宋海峽移入南海東北部，並在閩粵交界登陸的預報路線，香港天文台和日本氣象廳亦以此為對莫蘭蒂的首個詳細預測路徑。值得留意的是眾多電腦模式預報中，英國氣象局之西移路徑最突出，預料莫蘭蒂會在呂宋北面近距離掠過，進入南海後大致移向珠江口以西沿岸；而電腦模式權威之一的歐洲中期天氣預報中心之集合預報亦呈現出非常分散的路徑，雖以橫越臺灣後轉向為主流，但有部份運算結果比英國氣象局所預期的還要偏西。

### 爆發增強預報西調
隨著垂直風切變減弱，莫蘭蒂在11日迅速增強，其深層對流填補原先外露的系統西北象限，並繼續鞏固低層環流中心，在凌晨組成中心密集雲團，「雲捲風眼」更開始於衞星雲圖上顯現。日本氣象廳和香港天文台先後在早上8時50分和上午9時45分把莫蘭蒂升為強烈熱帶風暴。午後莫蘭蒂強度上升趨勢更見急劇，有跡象打開風眼和建立眼壁，系統上空流出亦漸呈放射狀，日本氣象廳和臺灣中央氣象局在下午2時40分分別把莫蘭蒂升為颱風及中度颱風，聯合颱風警報中心和香港天文台亦分別在下午5時正和晚上9時45分作出此項升格；但使用2分鐘平均風速的中國國家氣象中心要到下午3時正才把莫蘭蒂升為強熱帶風暴，再於翌日（12日）凌晨2時40分升為颱風，相較其他部門嚴重滯後。副熱帶高壓脊支配西北太平洋，其南側之偏東引導氣流繼續引領莫蘭蒂向呂宋至臺灣一帶長驅直進，時速約25公里。11日下午電腦數值預報曾變得一致，預計莫蘭蒂在臺東縣或恆春半島一帶登陸和掠過臺灣；可是在莫蘭蒂生成位置——關島附近海域，再有另一股熱帶氣旋馬勒卡形成，導致副熱帶高壓脊的形態再添變數，歐洲中期預報中心在12日凌晨把預測路線大幅向西調整至類似2013年中秋節後，肆虐臺灣和廣東東部的颱風天兔之路徑，直逼珠江口以東一帶，在廣東汕尾附近登陸，這令於前一晚把預測路徑向北調整至登陸臺東縣的日本氣象廳改回原先移入南海東北部之預報，中國國家氣象中心不久後亦採納此登陸閩粵交界的預測。
受惠於水溫達攝氏31度之炎熱海水，以及垂直風切變微弱、低層輻合和高空輻散極佳的優良環境，加上莫蘭蒂附近海域深處仍為暖水，源源不絕地供應龐大能量，莫蘭蒂於12日持續爆發增強，對流雲團變得對稱，在早上更打開一個稱為「針眼」之細小風眼，其眼壁也變得渾圓。先前反應滯後的中國國家氣象中心追回莫蘭蒂之實際強度，在早上8時10分把莫蘭蒂升為強颱風，更於3小時後，即上午11時10分，進一步把莫蘭蒂升為超強颱風；香港天文台到上午9時45分亦把莫蘭蒂升為強颱風，且把莫蘭蒂的接近中心最高持續風速一躍上調至每小時175公里，與該分級上限相距不遠，終在下午4時正亦把莫蘭蒂升為超強颱風。此外臺灣中央氣象局也在下午3時把莫蘭蒂升為強烈颱風，聯合颱風警報中心則在下午5時正把莫蘭蒂升為超級颱風，是年內第2個達到此級數的熱帶氣旋。日間大部份數值預報再次向西調整預報，以沿呂宋海峽直撲廣東東部沿岸為主流，已經與先前橫掃臺灣、以至最初在臺灣以東海域轉向的預報大相逕庭，即使預報最偏東的美國「全球預報系統」也預料莫蘭蒂只會僅僅掃過恆春半島，各大氣象部門也因而向西修訂預測路徑，香港天文台和日本氣象廳最偏西，預計在汕頭到汕尾之間登陸，其餘部門則較偏東，預期莫蘭蒂在南臺灣對開海域或恆春半島掠過，再移向閩粵交界；不過較早前預期莫蘭蒂向珠江口西面推進的英國氣象局，卻出現之前歐洲中期預報中心集合預報中近乎是最西的運算結果，於澳門南面200公里或以內掠過後，採取西移行徑，往雷州半島前進，令各電腦預報對莫蘭蒂往後動向再現分歧。

### 巔峰直逼臺灣南部

莫蘭蒂於9月13日凌晨5時至下午4時50分期間的衛星動畫，當時莫蘭蒂正逼近巴士海峽。

12日夜間莫蘭蒂維持西北偏西方向，向呂宋海峽穩步前進，聯合颱風警報中心在當晚11時的警報中評價莫蘭蒂於德沃夏克分析法「T指數」達到7.5，並特別提到其眼內溫度顯著上升至攝氏18度，雲頂則不斷冷卻，這反映莫蘭蒂的強度還沒見頂。另外美國太空總署在當日上午的衞星圖片中亦發現莫蘭蒂對流極度旺盛，其東北面眼壁降雨率幾乎達到每小時300毫米，更出現雲頂17公里高、直達平流層底部的「熱塔」。出現「熱塔」的風暴急劇加強之機會較一般熱帶氣旋大大提升，美國太空總署發現之「熱塔」與莫蘭蒂強度長時間飆升之趨勢吻合。事實上莫蘭蒂在13日入夜後才達到巔峰，中國國家氣象中心把莫蘭蒂的接近中心最高持續風速評為每小時250公里（按2分鐘平均風速計算），只是略遜於2010年颱風鮎魚和2014年在南海急劇增強並蹂躪海南的颱風威馬遜；香港天文台把莫蘭蒂的接近中心最高持續風速評為每小時240公里（10分鐘平均風速），與威馬遜、2014年颱風黃蜂和2015年颱風蘇迪羅相同、比2014年颱風鸚鵡和颱風黑格比稍遜。使用1分鐘平均風速的聯合颱風警報中心更給出每小時305公里的中心風力，追平了1979年颱風泰培的紀錄，僅次於摧毀菲律賓中部並造成災難性傷亡的2013年颱風海燕，後在報告中上調為每小時315公里，追平了2013年颱風海燕的紀錄；另外日本氣象廳和臺灣中央氣象局把莫蘭蒂的中心風力分別評為每小時220和215公里（10分鐘平均風速），同樣是僅次於該兩部門對海燕和鮎魚之評估。其餘各官方部門也評估莫蘭蒂的強度與蘇迪羅、黃蜂、黑格比相若，此水平已遠超各部門最初預期。當日莫蘭蒂移動方向和速度沒有明顯變化，於傍晚以巔峰狀態直入巴士海峽，其「針眼」在臺灣中央氣象局的雷達圖上清晰可見，此時歐洲中期預報中心對莫蘭蒂動向的運算結果復原為以廣東汕頭至福建廈門一帶為目的地，其餘數值預報差異也開始收窄。
菲律賓大氣地球物理和天文服務管理局宣佈，莫蘭蒂於14日凌晨1時在巴丹群島伊巴雅特上空掠過。此時莫蘭蒂追平了海燕的紀錄，並列為登陸時風速最高的熱帶氣旋，紀錄直至4年後才被颱風天鵝打破。已經抵達副熱帶高壓脊西南側的莫蘭蒂在之後改向偏西北移動，進一步逼近恆春半島。臺灣中央氣象局雷達圖亦顯示莫蘭蒂出現「雙重眼壁」現象，其中心另行旋捲出一個外眼壁，與原有「針眼」的內眼壁分離，使莫蘭蒂在衞星雲圖上呈現一個模糊的「雲塞風眼」。到早上莫蘭蒂繼續採取非常貼近南臺灣的西北至西北偏北路線，在屏東縣至高雄市對開海域近距離掠過，其外眼壁掃過該處，同時莫蘭蒂的中心密集雲團受臺灣地形摩擦，使系統轉趨減弱，巔峰時期到此為止。可是雷達圖顯示莫蘭蒂的風眼及中心密集雲團仍然完整，眼壁也維持紮實，反映莫蘭蒂遭受的地形影響在侵臺風暴中較為輕微，這使莫蘭蒂於黃昏進入臺灣海峽時，未有任何官方部門對莫蘭蒂作出降級；即使沒有在颱風級別以上增設更多分級的日本氣象廳，也把莫蘭蒂保持在「猛烈」程度。直到入夜之後，臺灣中央氣象局才於晚上8時半把莫蘭蒂降為中度颱風，香港天文台和中國國家氣象中心則先後在晚上10時45分和11時15分把莫蘭蒂降為強颱風，聯合颱風警報中心也要到晚上11時正才把莫蘭蒂降為颱風。

### 登陸金廈急速減弱
9月15日午夜後莫蘭蒂橫過臺灣海峽，維持以時速20公里的偏西北行徑直指九龍江口。臺灣中央氣象局表示莫蘭蒂於凌晨2時半掠過金門縣金城鎮上空，中國國家氣象中心緊接宣佈莫蘭蒂在凌晨3時05分登陸福建廈門市翔安區。此後莫蘭蒂的眼壁崩塌、風眼被填塞，中心風力明顯下降，聯合颱風警報中心未把莫蘭蒂降至颱風程度以下，就已經在凌晨5時正對莫蘭蒂發出最後警告；此外香港天文台和中國國家氣象中心分別在早上6時20分和7時10分把莫蘭蒂降為颱風。由於西南季候風被熱帶氣旋馬勒卡搶去，令水氣供應切斷，莫蘭蒂在日間深入內陸後強度下滑得更快，中心密集雲團瓦解，中國國家氣象中心和日本氣象廳在上午9時20分把莫蘭蒂降為強烈熱帶風暴，前者更於不足2小時後，在上午11時15分把莫蘭蒂進一步降為熱帶風暴，後者到下午3時10分亦作出此項降格；香港天文台在上午11時45分也把莫蘭蒂降為強烈熱帶風暴，且把其中心風力直接調至約為該分級下限之每小時90公里，終在下午3時半再把莫蘭蒂降為熱帶風暴，臺灣中央氣象局則在上午11時半把莫蘭蒂降為輕度颱風。失去水汽支援，加上持續的地形摩擦，導致莫蘭蒂逐漸失去深層對流，中國國家氣象中心率先在下午5時15分把莫蘭蒂降為熱帶低壓，香港天文台和日本氣象廳到晚上7時45分和9時05分也跟隨降格為熱帶低氣壓。
莫蘭蒂接著順時針轉向，在深夜以北至東北偏北路線進入江西。此時它已只餘下淺薄的對流雲系，並與東北面的西風槽相連，低層環流中心變得難以辨認，香港天文台在16日凌晨3時20分把莫蘭蒂降為低壓區。莫蘭蒂的殘餘雲帶在早上移入安徽，下午再經江蘇移出黃海，並受到冷空氣入侵而破壞暖心結構，然而中心風力下降速度放緩。日本氣象廳於下午2時的等壓線天氣圖上標示莫蘭蒂併入鋒面，代表轉化為溫帶氣旋；但到17日午夜時份，中國國家氣象中心仍把莫蘭蒂保持在熱帶低壓級別，直至凌晨2時才宣佈莫蘭蒂轉化為溫帶氣旋。莫蘭蒂的殘餘溫帶氣旋系統於早上向東北至東北偏東移近南韓，下午橫越濟州島與南韓之間的大韓海峽，到夜間進入日本海，沿日本本州西岸行進，最終在18日中午時份「攔腰」穿越日本本州，當晚重返西北太平洋。19日莫蘭蒂的殘餘雲帶在千島群島以南海域以接近正東路徑，朝著國際換日線推進，其殘留低壓中心2日後才於國際換日線西面完全消散。

## 影響

### 菲律賓
當地發出之最高風暴信號：四號風暴信號

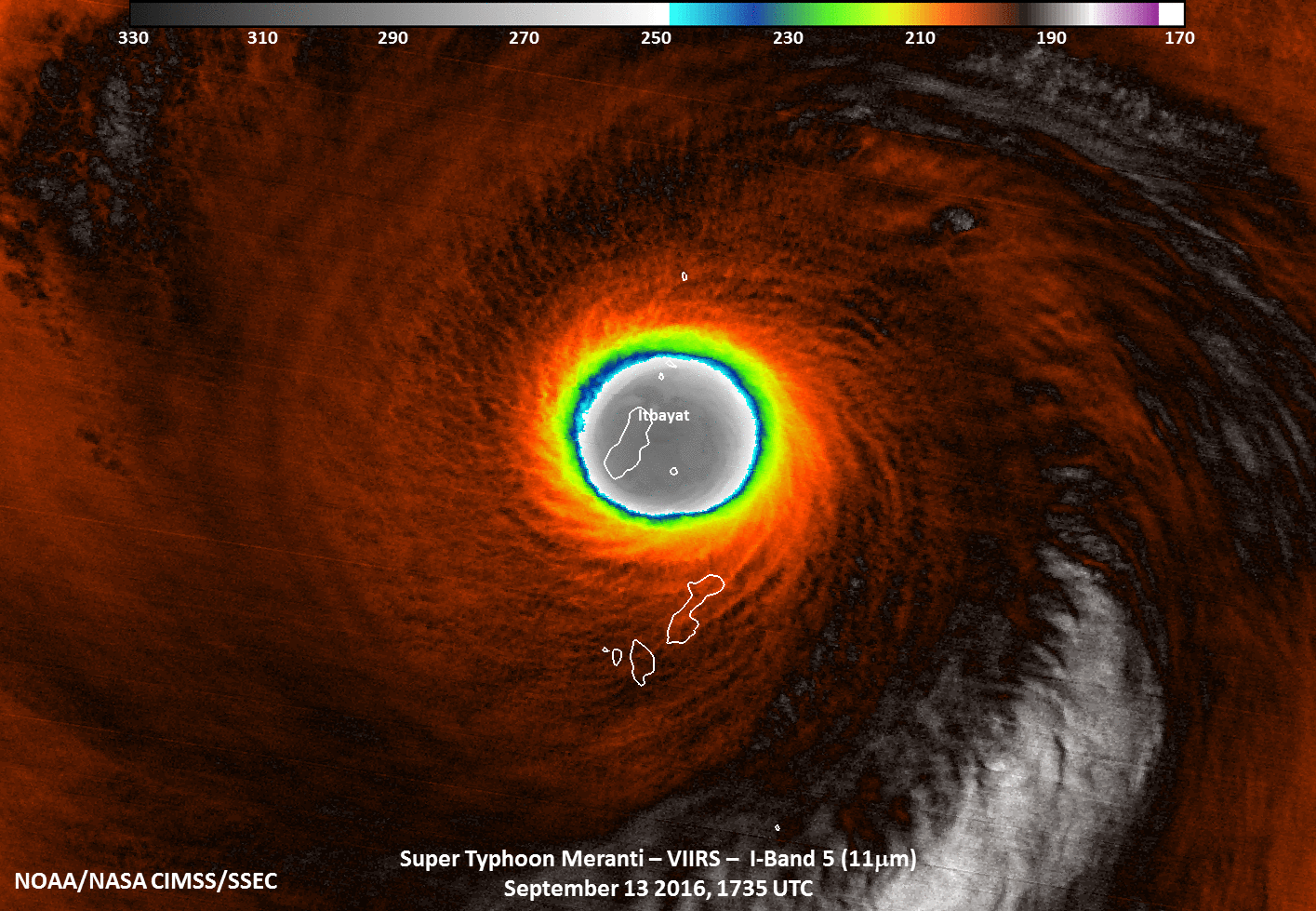
莫蘭蒂的風眼於9月14日凌晨1時35分在伊巴雅特上空掠過，其渾圓眼壁在色調強化衞星雲圖上清晰可見。

由於莫蘭蒂急劇加強，並高速移向呂宋附近一帶，嚴重威脅巴丹群島至呂宋，菲律賓大氣地球物理和天文服務管理局在9月12日凌晨5時發出一號風暴信號，當時莫蘭蒂集結在土格加勞市以東約1015公里。隨著莫蘭蒂持續逼近，當局在晚上11時對巴布延群島發出二號風暴信號，當時莫蘭蒂位於阿帕里以東約645公里；當局繼而在13日凌晨5時對巴丹群島發出三號風暴信號，此時莫蘭蒂移至加拉鄢群島以東約510公里。受莫蘭蒂的外圍雨帶影響，呂宋和上述群島的天氣在早上急劇轉壞，風力大幅上升並有狂風大雨。因應莫蘭蒂來勢兇猛，相隔6小時後，當局在上午11時對巴丹群島發出四號風暴信號，當時莫蘭蒂集結在巴士古之東南偏東約340公里。
午後莫蘭蒂的中心密集雲團籠罩呂宋海峽，晚間其風眼直逼巴丹群島，當地刮起西北暴風、漸轉颶風程度旋風。當局指巴丹群島伊巴雅特在14日凌晨12時15分開始進入莫蘭蒂風眼，莫蘭蒂的中心於14日凌晨1時在伊巴雅特登陸，於登陸時其接近中心最高持續風速每小時220公里，最低海平面氣壓925百帕斯卡。全島於凌晨1時35分被莫蘭蒂的風眼籠罩，在風眼過境期間，伊巴雅特的風雨一度短暫靜止，但很快便從東南方再次來襲。莫蘭蒂肆虐巴丹群島後改向西北移動，當地在早上轉吹偏南烈風或暴風，天氣仍然惡劣，有狂風暴雨。因應風勢回落，菲律賓大氣地球物理和天文服務管理局在早上8時開始陸續解除風暴信號。隨著莫蘭蒂逐漸遠離，當局在下午5時解除所有風暴信號，當時莫蘭蒂集結在巴士古之西北約400公里，移出菲律賓熱帶氣旋責任範圍；但當局提醒呂宋海峽一帶仍有大雨，而在另一熱帶氣旋馬勒卡步步進逼的情況下，當局於翌日黃昏再次對巴丹群島發出風暴信號。事隔2年後，伊巴雅特島上氣象站的氣壓數據才終於恢復，氣壓實測數據顯示，2016年9月14日凌晨2時15分，進入風眼的氣象站記錄到868.76百帕斯卡的測站氣壓，換算成海平面氣壓約為881百帕斯卡，打破美國1935年勞動節颶風的紀錄，成為史上陸地實測最低氣壓。

### 臺灣、金門
當地發布之颱風警報：海上陸上颱風警報
| 彭佳嶼 · 18.9 m/s板橋 · －鞍部 · 13.9 m/s竹子湖 · 3.1 m/s淡水 · 6.7 m/s基隆 · 9.5 m/s臺北 · 9.3 m/s新屋 · －新竹 · 6.9 m/s宜蘭 · 9.4 m/s蘇澳 · 12.5 m/s花蓮 · 10.3 m/s成功（新港） · 12.9 m/s臺東 · 8.5 m/s大武 · 16.8 m/s蘭嶼 · 41.4 m/s臺中 · 4.3 m/s梧棲 · 8.9 m/s日月潭 · 8.2 m/s阿里山 · 6.5 m/s嘉義 · 5.7 m/s玉山 · 25.8 m/s臺南 · 19.5 m/s高雄 · 16.6 m/s恆春 · 23.5 m/s澎湖 · 17.1 m/s東吉島 · 42 m/s金門 · 43.5 m/s馬祖 · 13 m/s 中華民國交通部中央氣象署署屬氣象測站測得最大持續風力。圖例： · 無數據 · 測得5級風或以下 · 測得6至7級風 · 測得8至9級風 · 測得10至11級風 · 測得12至15級風 · 備註：金門測站設置以來最大風速紀錄 | 彭佳嶼 · 31.8 m/s板橋 · －鞍部 · 34.2 m/s竹子湖 · 19.2 m/s淡水 · 25.7 m/s基隆 · 26 m/s臺北 · 23.1 m/s新屋 · －新竹 · 18.8 m/s宜蘭 · 19.6 m/s蘇澳 · 23.5 m/s花蓮 · 21.9 m/s成功（新港） · 28.6 m/s臺東 · 22.5 m/s大武 · 33 m/s蘭嶼 · 60.9 m/s臺中 · 9.6 m/s梧棲 · 16.5 m/s日月潭 · 27.6 m/s阿里山 · 24.8 m/s嘉義 · 15.8 m/s玉山 · 46.8 m/s臺南 · 37.1 m/s高雄 · 39.1 m/s恆春 · 52.2 m/s澎湖 · 37.2 m/s東吉島 · 62 m/s金門 · 61.7 m/s馬祖 · 27 m/s 中華民國交通部中央氣象署署屬氣象測站測得最大陣風。圖例： · 無數據 · 測得5級風或以下 · 測得6至7級風 · 測得8至9級風 · 測得10至11級風 · 測得12至15級風 · 測得16級風或以上 · 備註：金門測站設置以來最大風速紀錄 |

| 氣象測站 | 持續風力                | 持續風力          | 持續風力   | 持續風力   | 陣風                      | 陣風              | 陣風       | 陣風       | 備註                                                                                   |
| 氣象測站 | 發生時間                | 風暴名稱          | 風速 (m/s) | 蒲福氏風級 | 發生時間                  | 風暴名稱          | 風速 (m/s) | 蒲福氏風級 | 備註                                                                                   |
| -------- | ----------------------- | ----------------- | ---------- | ---------- | ------------------------- | ----------------- | ---------- | ---------- | -------------------------------------------------------------------------------------- |
| 臺北     | 1962年8月               | 歐珀 (Opal)       | 33         | 12級       | 1962年8月                 | 歐珀 (Opal)       | 49.1       | 15級       |                                                                                        |
| 澎湖     | 1949年9月               | 尼利 (Nelly)      | 37         | 13級       | 1986年8月                 | 韋恩 (Wayne)      | 68         | >17級      |                                                                                        |
| 恆春     | 1953年8月               | 莉泰 (Rita)       | 36         | 12級       | 2016年9月                 | 莫蘭蒂 (Meranti)  | 52.2       | 16級       |                                                                                        |
| 臺中     | 1969年9月               | 艾爾西 (Elsie)    | 21.7       | 9級        | 1969年9月                 | 艾爾西 (Elsie)    | 39         | 13級       |                                                                                        |
| 臺南     | 1952年11月              | 貝絲 (Bess)       | 31         | 11級       | 1987年9月                 | 傑魯得 (Gerald)   | 45.6       | 14級       |                                                                                        |
| 臺東     | 1965年6月               | 黛納 (Dinah)      | 43         | 14級       | 2016年7月8日上午4時36分   | 尼伯特 (Nepartak) | 57.2       | 17級       | 自1901年建站以來最大陣風紀錄                                                           |
| 花蓮     | 2005年10月2日上午5時8分 | 龍王 (Longwang)   | 45.2       | 14級       | 2005年10月2日上午5時12分  | 龍王 (Longwang)   | 64.9       | >17級      | 自1948年有觀測紀錄以來最大持續風力及最大陣風                                           |
| 高雄     | 1962年10月              | 黛納 (Dinah)      | 35.3       | 12級       | 1977年7月24日             | 賽洛瑪 (Thelma)   | 53         | 16級       | 此測站為屬署高雄氣象站，並非代表全高雄的測站，因此高雄測站測得最大陣風仍為賽洛瑪颱風。 |
| 鞍部     | 1971年7月               | 娜定 (Nadine)     | 43         | 14級       | 2015年9月28日下午5時23分  | 杜鵑 (Dujuan)     | 54.5       | 16級       | 自1937年建站以來最大陣風紀錄                                                           |
| 竹子湖   | 1977年7月               | 薇拉 (Vera)       | 42         | 14級       | 1985年8月                 | 尼爾森 (Nelson)   | 66         | >17級      |                                                                                        |
| 阿里山   | 1952年11月              | 貝絲 (Bess)       | 27.5       | 9級        | 2006年7月25日上午0時31分  | 凱米 (Kaemi)      | 38.1       | 13級       |                                                                                        |
| 日月潭   | 1956年9月               | 黛納 (Dinah)      | 25         | 10級       | 1986年8月                 | 韋恩 (Wayne)      | 54         | 16級       |                                                                                        |
| 玉山     | 1971年7月               | 娜定 (Nadine)     | 40         | 13級       | 2006年7月25日上午1時15分  | 凱米 (Kaemi)      | 51.5       | 16級       |                                                                                        |
| 彭佳嶼   | 1966年9月               | 寇拉 (Cora)       | 62.7       | >17級      | 1966年9月                 | 寇拉 (Cora)       | 80         | >17級      |                                                                                        |
| 宜蘭     | 1962年8月               | 歐珀 (Opal)       | 50.7       | 15級       | 1962年8月                 | 歐珀 (Opal)       | 66         | >17級      |                                                                                        |
| 新竹     | 1961年9月               | 波密拉 (Pamela)   | 33.4       | 12級       | 1961年9月                 | 波密拉 (Pamela)   | 42.7       | 14級       | 1991年遷至竹北現址                                                                     |
| 大武     | 1962年10月              | 黛納 (Dinah)      | 31.3       | 11級       | 2012年8月24日上午4時19分  | 天秤 (Tembin)     | 59.1       | 17級       |                                                                                        |
| 成功     | 2000年8月22下午10時47分 | 碧利斯 (Bilis)    | 52.3       | 16級       | 2000年8月22日下午10時41分 | 碧利斯 (Bilis)    | 78.4       | >17級      |                                                                                        |
| 蘭嶼     | 1961年5月               | 貝蒂 (Betty)      | 74.7       | >17級      | 2023年10月                | 小犬 (Koinu)      | 95.2       | >17級      |                                                                                        |
| 淡水     | 1961年9月               | 波密拉 (Pamela)   | 36.7       | 12級       | 1971年7月                 | 娜定 (Nadine)     | 46.9       | 15級       |                                                                                        |
| 基隆     | 1959年8月               | 瓊安 (Joan)       | 43         | 14級       | 1971年9月                 | 貝絲 (Bess)       | 67         | >17級      |                                                                                        |
| 東吉島   | 1986年8月               | 韋恩 (Wayne)      | 49.1       | 15級       | 1987年9月                 | 傑魯得 (Gerald)   | 70         | >17級      | 1962年建站                                                                             |
| 嘉義     | 1986年8月               | 韋恩 (Wayne)      | 27.5       | 10級       | 1986年8月                 | 韋恩 (Wayne)      | 42.7       | 14級       | 1968年建站                                                                             |
| 梧棲     | 1986年9月               | 艾貝 (Abby)       | 33         | 12級       | 2016年9月27日             | 梅姬 (Megi)       | 57.2       | 17級       | 1976年建站                                                                             |
| 蘇澳     | 1994年9月               | 葛拉絲 (Gladys)   | 40.2       | 13級       | 1994年9月                 | 葛拉絲 (Gladys)   | 68.6       | >17級      | 1981年建站                                                                             |
| 板橋     | 2015年8月8日上午3時23分 | 蘇迪勒 (Soudelor) | 19         | 8級        | 2015年8月8日上午3時19分   | 蘇迪勒 (Soudelor) | 36.7       | 12級       | 2002年建站                                                                             |
| 馬祖     | 2005年9月1日上午10時9分 | 泰利 (Talim)      | 24         | 9級        | 2015年8月8日下午2時16分   | 蘇迪勒 (Soudelor) | 48.9       | 15級       | 2003年建站                                                                             |
| 金門     | 2016年9月15日凌晨3時4分 | 莫蘭蒂 (Meranti)  | 42.2       | 14級       | 2016年9月15日凌晨2時57分  | 莫蘭蒂 (Meranti)  | 61.7       | >17級      | 2004年建站                                                                             |
| 新屋     | 2015年8月8日上午5時6分  | 蘇迪勒 (Soudelor) | 29.7       | 11級       | 2015年8月8日上午5時3分    | 蘇迪勒 (Soudelor) | 47         | 15級       | 2013年建站                                                                             |
| 田中     | 2024年7月25日下午6時分  | 凱米 (Gaemi)      | 9.6        | 5級        | 2024年7月25日下午6時26分  | 凱米 (Gaemi)      | 23.7       | 9級        | 2020年建站                                                                             |
| 新北     | 2023年8月4日上午1時分   | 康芮(Kong-rey)    | 13.3       | 6級        | 2023年8月4日上午1時48分   | 康芮(Kong-rey)    | 34.7       | 12級       | 2023年建站                                                                             |

#### 嚴陣以待
莫蘭蒂穩定向呂宋海峽進發，且曾經出現直指臺灣的預測，構成重大威脅，交通部中央氣象局表示預計在9月12日晚上發布颱風警報。隨著莫蘭蒂爆發增強為強烈颱風，中央氣象局在晚上11時半發布海上颱風警報，當時莫蘭蒂位於鵝鑾鼻之東南東約740公里。氣象局表示沿海地區當晚開始易起長浪，而若莫蘭蒂移動速度和方向不變，會在翌晨（13日）發布陸上颱風警報，預計莫蘭蒂在14日至15日最接近臺灣，各地受影響程度要視乎莫蘭蒂通過臺灣的位置而定，不確定性仍大。
莫蘭蒂持續向呂宋海峽至恆春半島步步進逼，在其來勢洶洶的情況下，中央氣象局在13日早上8時半發布陸上颱風警報，當時莫蘭蒂移至鵝鑾鼻之東南東約540公里。氣象局指出莫蘭蒂是1995年以來最強侵臺颱風，預測莫蘭蒂之暴風圈會在午夜前開始覆蓋恆春半島，隨後逐漸籠罩南臺灣，恆春半島與同屬迎風面的花東地區雨勢在翌日會快速增大；氣象局又對20個縣市發布大雨至超大豪雨特報，警告民眾必須做好防颱準備，嚴防強風豪雨，加上適逢天文大潮，沿海地區應慎防淹水和海水倒灌。花蓮縣、台東縣、澎湖縣、高雄市、屏東縣宣佈在14日全日停班停課，臺南市則在該日下午停班停課。晚上花東地區天氣急劇轉壞，臺東市有路牌被吹倒，一輛機車閃避不及撞上並起火，1人受傷。

#### 肆虐南臺灣

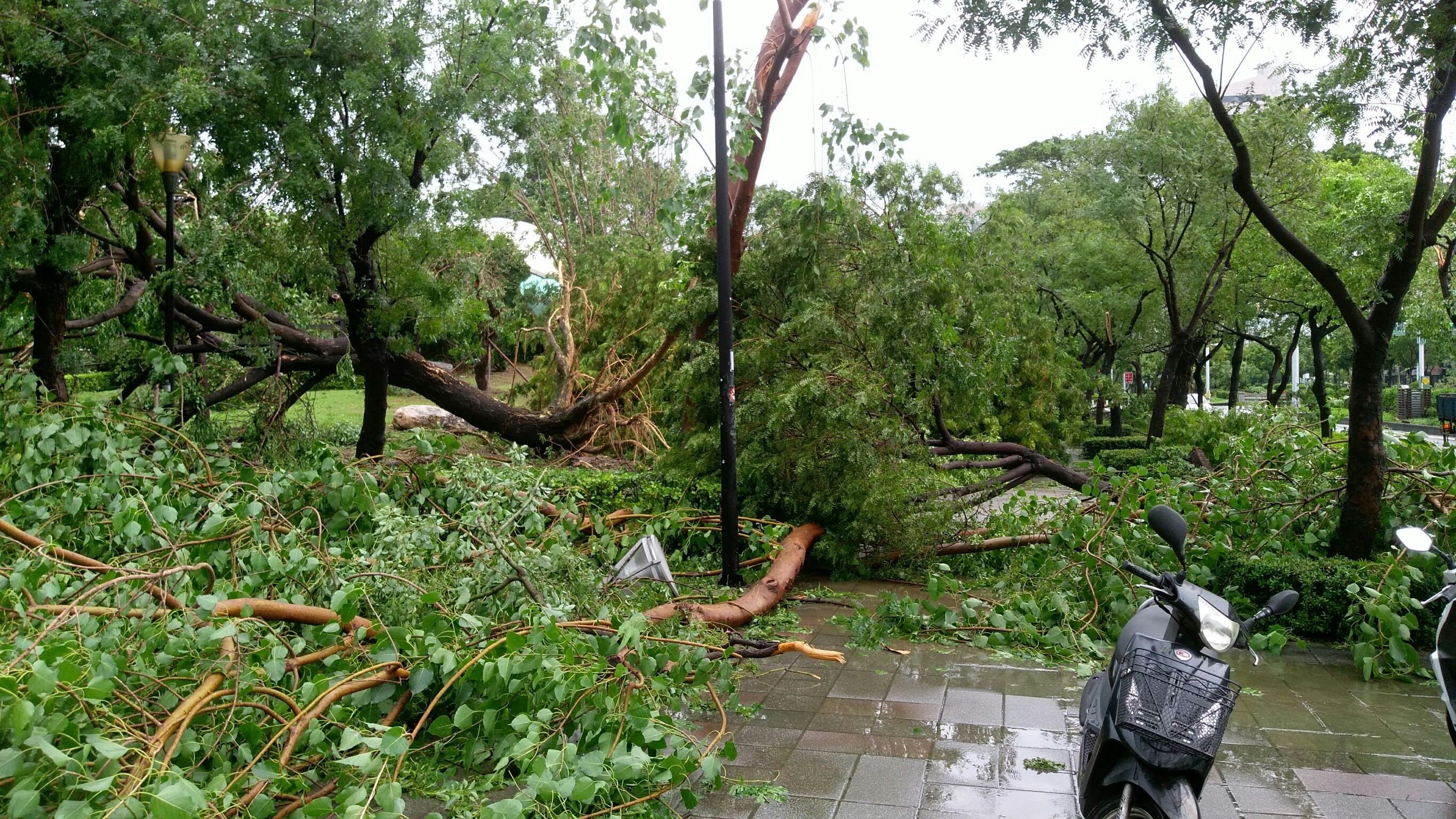
高雄市公園內的樹枝在莫蘭蒂侵襲時折斷，樹木連根拔起

14日凌晨莫蘭蒂採取偏西北路徑，正面侵襲南臺灣和花東地區，全臺灣天氣惡劣和有狂風大雨，尤以南臺灣和花東地區為甚，氣象局呼籲民眾切勿出外。首當其衝的恆春半島於早上在莫蘭蒂的外眼牆掃過時，測得每秒23.5米持續風速及每秒52.2米最大陣風，刷新1991年颱風艾美之紀錄，是該站啟用120年來最大風力，臺東縣外海的蘭嶼持續風速和最高陣風更分別達到每秒44.2和59米。大量鐵皮屋受到嚴重損毀，恆春基督教醫院的鐵皮屋頂也被掀翻，雨水直接湧入醫院內，引致嚴重淹水和大量器材被浸壞。隨後莫蘭蒂的外眼牆橫掃屏東縣、高雄市西南部和澎湖縣，屏東縣內多個氣象測站錄得10至11級東至東南風，西大武山累積超過840毫米雨量；猶幸莫蘭蒂最具破壞力的內眼壁在南臺灣外海擦身而過。莫蘭蒂於上午10時最接近臺灣本島，在恆春之西南約30公里掠過。
是次颱風造成全臺超過72萬戶停水、110萬戶停電，當中高雄和屏東縣分別佔超過23萬和22萬戶。高雄滿目瘡痍，街道嚴重淹水，大量樹木吹至連根拔起，墮地招牌和鐵皮散落一地；貨櫃場內大量貨櫃被吹倒，一間7-11超商玻璃窗爆裂並遭整幅吹塌，店內貨架被暴風吹至東歪西倒，TVBS記者採訪時被玻璃割傷。翠亨南路更有機車騎士遭迎面而來的一大塊鐵皮打飛，拋出車外幾乎喪命。高雄港內「風明輪」、「海興輪」等合共16艘貨輪下錨的纜繩斷裂，導致貨輪一度隨水漂流，更撞毀一部起重機，至下午4時才成功逐一拖回並重新固定；另外「順天606號」和「富冠號」等4艘漁船也斷纜碰撞和擱淺，1名船員墜海失蹤，到翌日凌晨尋獲時證實死亡。墾丁南灣掀起疊加強烈風暴潮和天文大潮的5米高巨浪，一輛救護車經過時險遭巨浪捲走，當地有大量招牌和圍欄被吹塌；臺東縣亦有3人受傷，另外3人前往嘉明湖時失去聯絡。臺南也有超過2000棵樹被吹倒，巴克禮公園佔約十分之一。

#### 直襲金門
莫蘭蒂在南臺灣大肆破壞過後，於晚間繼續向偏西北推進，橫越臺灣海峽並減弱為中度颱風，持續直逼金門列島附近一帶。莫蘭蒂的中心在15日凌晨2時半在金門登陸，是繼2009年颱風蓮花以來，第一個橫過金門的颱風，更是史上首個以中度颱風級別掠過金門的颱風。當地於隨後一小時測得每秒43.5米持續風速和每秒61.7米最高陣風，打破2004年颱風艾利之紀錄，風勢比臺灣本島更猛烈，持續風速僅次於蘭嶼，陣風更是風暴期間全臺之冠，最低氣壓值亦測得950百帕斯卡。金門遭受重創，全縣災損約21億元新臺幣，有500萬棵樹倒塌，佔全縣七成至八成樹木，當中連接東西半島的中央公路兩旁樹木攔腰折斷，全縣23人受傷和2.4萬戶停電。
與此同時，臺灣本島轉吹偏南風，並開始脫離莫蘭蒂之暴風圈，風勢逐漸緩和，氣象局表示考慮在下午解除所有颱風警報，後於早上8時半表示中午前解除所有颱風警報；可是重災區之高雄市、屏東縣、澎湖縣，連同凌晨遭莫蘭蒂橫掃的金門縣，繼續宣佈全日停班停課。隨著莫蘭蒂深入內陸，金門縣不再受到莫蘭蒂的暴風圈籠罩，中央氣象局在上午11時半解除所有颱風警報，當時莫蘭蒂移至金門之西北約200公里，減弱為輕度颱風。但氣象局提醒金門、澎湖和臺灣各沿海地區持續有較強陣風和長浪，廣泛地區仍有大雨或豪雨，呼籲民眾切勿鬆懈，應提防坍方、落石及土石流；此外另一颱風馬勒卡亦緊接而來，過了剛好半日後氣象局於深夜需再度發布颱風警報。

### 中國大陸
當地發佈之最高颱風預警信號： 颱風紅色預警信號

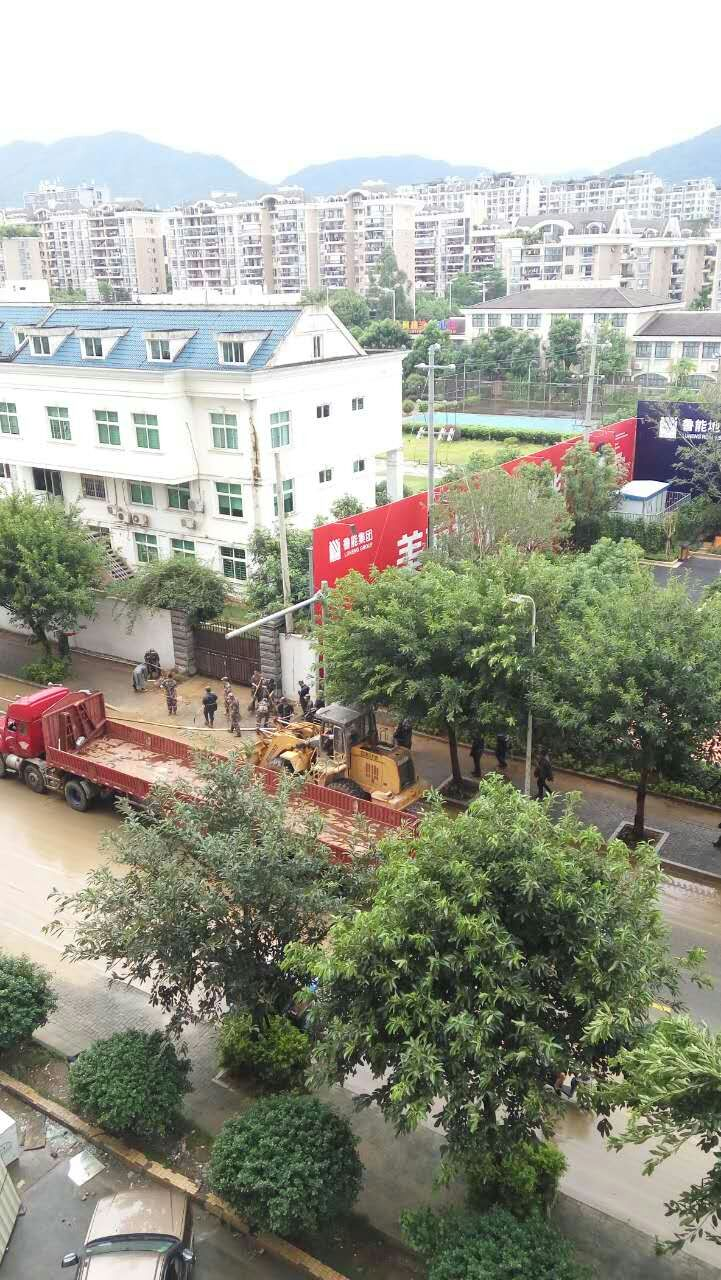
莫蘭蒂登陸後，福州組織路面清洗工作

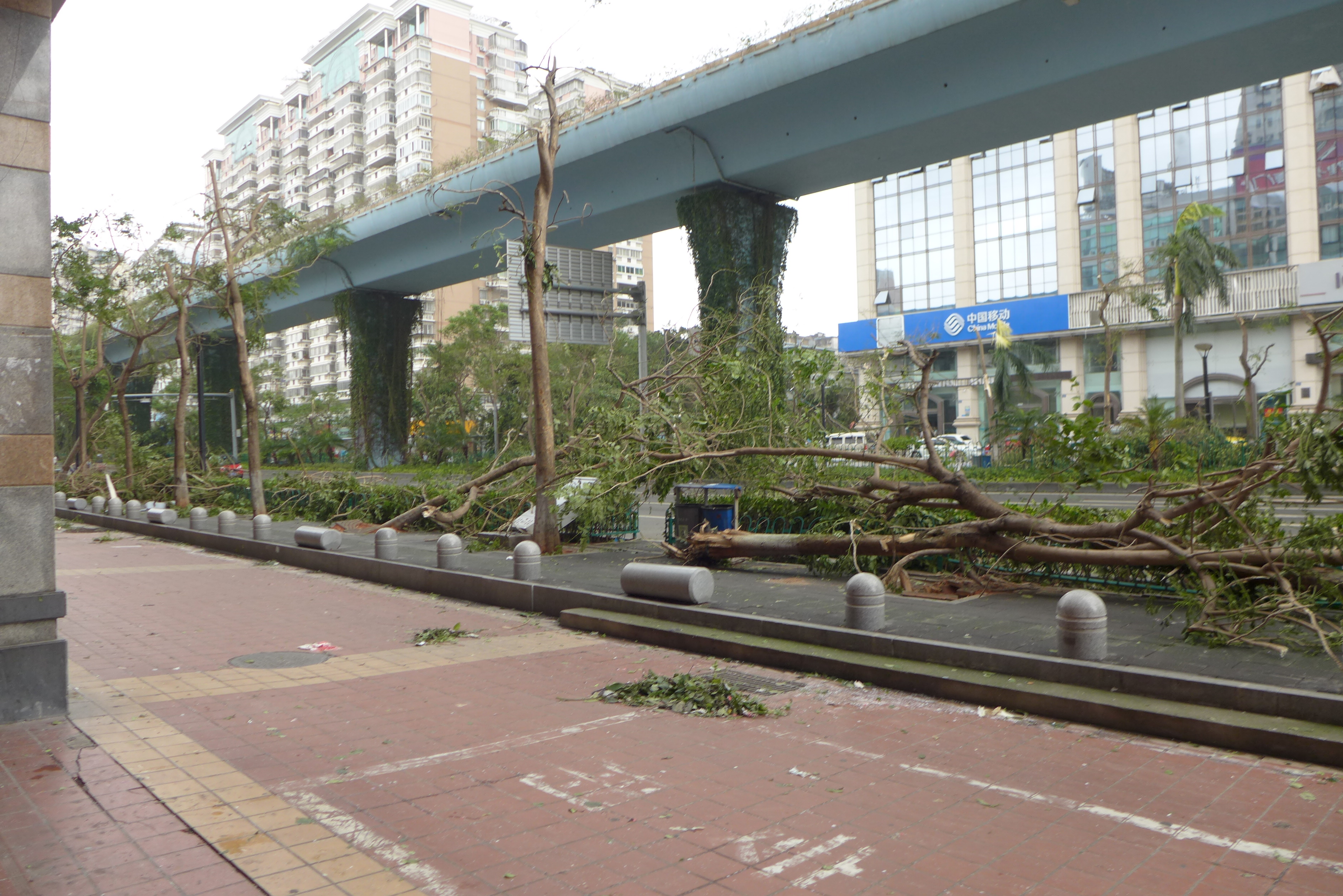
颱風莫蘭蒂侵襲廈門，廈門島内主幹道厦禾路一帶受災情况

因應莫蘭蒂爆發增強和高速接近，預計會循呂宋海峽向廣東東部至福建推進，在強度不會明顯削弱的情況下嚴重威脅該兩省，中國國家氣象中心在13日早上6時跳過颱風藍色預警，直接發佈颱風黃色預警信號，當時莫蘭蒂集結在臺灣花蓮之東南約690公里。發出颱風預警後只有4小時，國家氣象中心在上午10時發佈颱風橙色預警信號，當時莫蘭蒂位於花蓮之東南約600公里。莫蘭蒂在當日移入巴士海峽，繼續逼近中國東南沿岸，國家氣象中心在14日早上6時正發佈颱風紅色預警信號，當時莫蘭蒂移至福建漳浦縣之東南約510公里。
莫蘭蒂於南臺灣對開海域掠過後，以西北至西北偏北路徑直逼廈門附近一帶，福建、浙江南部和廣東東部風力急升並有狂風大雨。莫蘭蒂於15日凌晨3時05分在廈門翔安區登陸，當地刮起12級旋風及受狂風暴雨侵襲，街道嚴重水浸和有大量樹木倒塌。然後莫蘭蒂深入內陸和疾速減弱，國家氣象中心在上午10時正直接改發颱風黃色預警信號，當時莫蘭蒂位於龍岩市新羅區境內。莫蘭蒂在傍晚時份減弱為熱帶低壓，福建沿岸、浙江南部和粵東風勢逐漸緩和，國家氣象中心在下午6時直接解除所有颱風預警信號，當時莫蘭蒂集結在三明市宁化县境内；但莫蘭蒂未有即時消散，而是沿江西、安徽、江蘇移出東海，甚至到出海時仍維持熱帶低壓強度，所到之處均受莫蘭蒂的雨帶與冷空氣共同影響，出現狂風大雨。
截至16日晚上9時，福建省近180萬人受災，18死、11人失蹤，以泉州市最为严重；而截至17日上午浙江省近150多万人受灾，10人死、4人失踪。厦门、漳州、泉州之工业企业全面停工停产。温州市泰顺县受暴雨影響，河水暴漲。其间三座全国重点文物保护单位——廊桥薛宅桥、文重桥、文兴桥，以及泉州市永春县的福建省重点保护文物东关桥遭洪水冲毁。温州永嘉县境内因暴雨影响多处发生塌方造成道路中断。厦门市各区大规模停电，並有35萬棵樹木倒塌，厦门大学也受到影響，树木断枝。又如「廈門大學會議中心」题字在風暴吹袭下变成「广門大學會議中心」。9月14日至15日从厦门始发前往南方向的省际客运班线暂停营运，另外鹰厦铁路杏林大桥上的接触网立杆被吹断导致列车无法进岛，更導致16日厦门站原计划开行的列车全部停駛；厦门北站的站房进水，天花板、指示牌等被风吹落；福厦铁路全线停运，原在厦门北站、厦门站办理客运业务的列车均停驶或缩短到福州南站、漳州站、龙岩等附近车站；航空方面，飞往福州、厦门等地的航班也出现延误，厦门高崎国际机场取消超過300架次航班；一架停在厦门太古飞机工程有限公司厂内的波音767飞机被吹至撞进厦门机场护栏，导致起落架受损。沪陕高速、京沪高速江苏省內部份路段以及盐淮高速等多條高速公路临时收紧限速。
截至18日上午9時，莫兰蒂造成上海、江苏、浙江、福建、江西五省市248萬人受災，29死、15人失蹤。福建、浙江兩省經濟損失達210億元人民幣，當中福建佔169億元，之後估計更破200億，令剛由7月超強颱風尼伯特創下的福建省經濟損失最嚴重風災之紀錄旋即再被打破。也讓2016年成為福建歷來天災所造成總損失最嚴重的一年。

### 香港
當地發出之最高熱帶氣旋警告信號： 一號戒備信號
雖然莫蘭蒂於9月12日仍遠在西北太平洋，但是由於莫蘭蒂急劇增強和預料會採取更偏西移動路徑，於中秋節在香港東北面200至300公里掠過，香港天文台已在當日中午12時正發出「特別天氣提示」，指出莫蘭蒂會在隨後數日靠近華南沿岸，在中秋節假期帶來狂風驟雨，提醒市民在中秋節假期的戶外活動可能受影響，並呼籲市民留意天文台最新天氣預報，更高調表示中秋節當日可能需要發出三號強風信號，而八號烈風或暴風信號則要視乎當天的風力變化。天文台在13日中午12時召開新聞發佈會，表示考慮在翌晨（14日）發出熱帶氣旋警告信號，並指出雖然數值預報運算結果以莫蘭蒂在廣東東部至福建登陸為主流，但是莫蘭蒂的路徑仍存在不確定性。天文台在9月14日上午10時10分發出一號戒備信號，當時莫蘭蒂集結在香港之東南偏東約650公里。天文台指出莫蘭蒂採取偏西北路徑，預料將橫過臺灣海峽並移向福建沿岸，並於15日早上最接近香港，在香港東面約400公里掠過，屆時離岸和高地會間中吹強風。受莫蘭蒂外圍下沉氣流影響，多處地區在14日天氣酷熱，錄得攝氏33度或以上高溫。與此同時莫蘭蒂繼續向西北移動，天文台在下午4時45分表示莫蘭蒂對香港的影響有所減低，境內風力不會顯著增強，需要發出三號強風信號機會不大；而莫蘭蒂在翌晨登陸後會逐漸遠離香港，當威脅解除時會取消所有信號。天文台在翌日（15日）凌晨3時45分表示莫蘭蒂已在廈門附近登陸，對香港威脅大為降低，短期內取消所有信號，隨後在凌晨4時20分取消所有熱帶氣旋警告信號，當時莫蘭蒂集結在香港之東北偏東約500公里。可是在取消信號後莫蘭蒂仍在靠近，於上午11時才最接近香港，在香港之東北約460公里掠過。

### 澳門
當地懸掛之最高熱帶氣旋信號： 一號風球
澳門地球物理暨氣象局在9月13日表示，預料莫蘭蒂在14日進入距離澳門800公里警戒範圍，氣象局將考慮是否懸掛風球。至於中秋節天氣展望，氣象局指出，仍需視乎莫蘭蒂的移動路徑，不排除會在珠江口登陸。氣象局初步預計莫蘭蒂將於中秋節在澳門以東300公里外登陸，受雲雨帶影響，澳門在當日下午至晚間會有狂風驟雨，市民可以賞月的機會較低。隨著莫蘭蒂以成熟颱風姿態橫過巴士海峽並靠近華南沿岸，澳門氣象局在9月14日上午10時正懸掛一號風球，當時莫蘭蒂集結在澳門以東約750公里。氣象局表示當日懸掛較高風球機會不大，後於當晚指出莫蘭蒂採取較偏北方向路徑移動，對澳門影響較預期少，懸掛較高風球機會低；若莫蘭蒂登陸後風力迅速減弱或進一步北移，中秋夜或「追月夜」有機會於雲隙中欣賞到月色。氣象局在9月15日凌晨4時表示預料一號風球將在上午維持，但之後在早上7時正除下所有風球，當時莫蘭蒂集結在澳門之東北約550公里。

## 熱帶氣旋警告使用紀錄

### 菲律賓
| 菲律賓大氣地球物理和天文服務管理局 風暴信號 | 菲律賓大氣地球物理和天文服務管理局 風暴信號 | 菲律賓大氣地球物理和天文服務管理局 風暴信號 |
| ------------------------------------------- | ------------------------------------------- | ------------------------------------------- |
| 上一熱帶氣旋                                | 一號風暴信號                                | 下一熱帶氣旋                                |
| 強烈熱帶風暴妮妲                            | 一號風暴信號                                | 颱風馬勒卡                                  |
| 強烈熱帶風暴妮妲                            | 二號風暴信號                                | 颱風鮎魚                                    |
| 颱風茉莉                                    | 三號風暴信號                                | 颱風莎莉嘉                                  |
| 颱風巨爵                                    | 四號風暴信號                                | 颱風海馬                                    |

### 臺灣
| 交通部中央氣象局 颱風警報 | 交通部中央氣象局 颱風警報 | 交通部中央氣象局 颱風警報 |
| ------------------------- | ------------------------- | ------------------------- |
| 上一熱帶氣旋              | 海上颱風警報              | 下一熱帶氣旋              |
| 強烈颱風尼伯特            | 海上颱風警報              | 中度颱風馬勒卡            |
| 強烈颱風尼伯特            | 陸上颱風警報              | 中度颱風馬勒卡            |

### 中國大陸
| 中國國家氣象中心 颱風預警信號 | 中國國家氣象中心 颱風預警信號 | 中國國家氣象中心 颱風預警信號 |
| ----------------------------- | ----------------------------- | ----------------------------- |
| 上一熱帶氣旋                  | 颱風黃色預警信號              | 下一熱帶氣旋                  |
| 颱風妮妲                      | 颱風黃色預警信號              | 颱風馬勒卡                    |
| 颱風妮妲                      | 颱風橙色預警信號              | 颱風鮎魚                      |
| 颱風妮妲                      | 颱風紅色預警信號              | 颱風莎莉嘉                    |

### 香港
| 香港天文台 熱帶氣旋警告信號 | 香港天文台 熱帶氣旋警告信號 | 香港天文台 熱帶氣旋警告信號 |
| --------------------------- | --------------------------- | --------------------------- |
| 上一熱帶氣旋                | 一號戒備信號                | 下一熱帶氣旋                |
| 熱帶風暴電母                | 一號戒備信號                | 颱風鮎魚                    |

### 澳門
| 地球物理暨氣象局 熱帶氣旋信號 | 地球物理暨氣象局 熱帶氣旋信號 | 地球物理暨氣象局 熱帶氣旋信號 |
| ----------------------------- | ----------------------------- | ----------------------------- |
| 上一熱帶氣旋                  | 一號風球                      | 下一熱帶氣旋                  |
| 熱帶風暴電母                  | 一號風球                      | 熱帶風暴艾利                  |

## 釋義
1. ↑  當有2種以上全球預報模式表示某低壓區將於未來48小時內發展為熱帶氣旋，聯合颱風警報中心則將該系統之熱帶氣旋形成機會評級為「低」。除非環境異常優良，否則該系統在24小時內發展為熱帶氣旋的機會甚微。[8]
2. ↑  當有3種以上全球預報模式表示一低壓區將於未來48小時內發展為熱帶氣旋，聯合颱風警報中心則將該系統之熱帶氣旋形成機會評級為「中」。一般而言，即使發展機會增大，系統過了24小時之後發展成熱帶氣旋的機會才較高；但如果環境良好，系統亦可以在24小時內形成熱帶氣旋。[8]
3. ↑  當有3種以上全球預報模式表示一低壓區將於未來24小時內發展為熱帶氣旋，聯合颱風警報中心則將該系統之熱帶氣旋形成機會評級為「高」，並同步發出熱帶氣旋形成警報。此時該系統於24小時之內形成熱帶氣旋的機會極高，若氣象因素特別有利，該系統更可於6小時內增強為熱帶低氣壓。[8]
4. ↑  「垂直風切變」是指比較一垂直高度中的風速及風向差。[11]由於強烈的垂直風切變會干擾對流，使熱帶氣旋的結構受破壞、甚至系統高低層分離，熱帶氣旋必須在垂直風切變較弱的環境才可順利發展。
5. ↑  聯合颱風警報中心會為所有於其責任範圍內被該部門評定為熱帶氣旋的系統作出編號，由兩位數及一個英文字母組成。英文字母表示該熱帶氣旋形成的區域，西北太平洋（包括南海、東海）以W表示；而兩位數字則指熱帶氣旋於當年在英文字母所表示的區域內形成次序，換言之「16W」即指莫蘭蒂是年內第16個於西北太平洋區域內形成的熱帶氣旋。此編號系統每年重新開始。
6. ↑  「西風帶」是位於副熱帶高壓與副極地低壓之間（大致在南北緯30至60度之間）的行星風帶。從副熱帶高壓流向副極地低壓的氣流在科里奥利力的作用之下，偏轉成西風（北半球為西南風，南半球為西北風），因此西風為盛行風。[15][16]
7. ↑  「斜壓」是指等壓面與等溫面（等密度面）出現交角的現象，而且二者隨高度而傾斜。例如於中緯度，由於受太陽照射差異使南北溫差大，西風帶的氣壓槽一般即隨高度向西傾斜，而溫度槽脊則向東傾斜，造成等壓面和等溫面不平行的情況。[17]
8. ↑  「輻散」是指空氣由一個中心向四周散開，通常只有氣旋式輻散，形成原因和輻合的機制相若，只是一般是在高壓系統發生。高空也能有高壓，所以高空也能有輻散，高空輻散足夠又有水氣時就可能降雨，形成原因和輻合相若。[18][19]
9. ↑  「氣壓梯度」是指在一水平距離中的气压變化程度。在地面天氣圖上，等壓線間的疏密正好反映著氣壓梯度的大小：當等壓線疏時，表示該區氣壓梯小，等壓線密集，則氣壓梯大。氣壓梯度力並不是真正意義上的「力」，這其實是由於水平氣壓差而產生的空氣加速度（即單位質量所受的力），推動空氣從高壓流向低壓而產生風。風力和氣壓梯度的大小成正比：氣壓梯度越大，空氣從高壓流向低壓的速度（即風速）亦愈大。而氣壓梯度力作用的方向，往往與等壓線呈垂直。不過在實際大氣中的空氣運動還有地轉偏向力、地形摩擦力及離心力等作用，因此情況往往複雜得多。而基於氣壓梯度力，亦可簡單解釋至熱帶氣旋中心的極強風速，即由於其氣壓梯度於近中心處甚大所致。[20][21]
10. ↑  「輻合」是指空氣匯聚的現象，其中又可分為「氣旋式輻合」和「切變式輻合」兩種：在地面，空氣在地轉偏向力、氣壓梯度力[注 9]、地形摩擦力以及離心力之共同作用下，以逆時針通過等壓線，呈螺旋式向低壓中心推進，形成風。若低壓中心有閉合等壓線（例如熱帶氣旋），則因角動量守恆，離心力加大，而進一步平衡氣壓梯度力，於是產生旋風。同時空氣被迫抬升，空氣上升後地面氣壓便會進一步下降，此即「氣旋式輻合」。而「切變式輻合」則是兩種不同風向的氣流輻合，而使空氣因壓迫抬升，這種切變式的輻合通常出現於鋒面或低壓槽，和前者輻合的分別只是氣旋式的風向變化比較不明顯。[18][19]
11. ↑  高空西風帶[注 6]繞副極地低壓的等壓線移動，當副極地低氣壓出現冷心斜壓[注 7]槽時，即為「西風槽」。槽中有強正渦平流，槽前有輻散[注 8]運動常伴隨低空溫帶氣旋的發展，槽後輻合[注 10]則伴隨地面反氣旋之增強。西風槽東移時亦使副熱帶高壓東退，西風帶中的長波槽（东亚大槽位於東經120至150度）將推動熱帶氣旋轉往東北方向行進。[22][23]
12. ↑  作為世界氣象組織指定的西北太平洋區域專責氣象中心，日本氣象廳負責西北太平洋區域內（包括南海、東海）的熱帶氣旋正式編號與命名工作：每當該機構把一個熱帶低氣壓升為熱帶風暴時，該機構亦會依照在世界氣象組織颱風委員會上通過的名稱表作出命名，同時給予4位數字的國際編號。前兩位為當年公元紀年最後兩位數（2016），後兩位代表莫蘭蒂是當年被日本氣象廳第14個升為熱帶風暴的熱帶氣旋。
13. ↑  「中心密集雲團」是達強烈熱帶風暴級別之熱帶氣旋所擁有的一種特徵，在衛星雲圖上所見為一渾圓，集中及具有組織的密集雲區在中心附近旋轉，通常為積雨雲或塔狀積雲，會引致中心附近有雷暴發生。中心密集雲層區之下應有相當明顯而成熟的螺旋雲帶，同時伸展到雲帶之外；當熱帶氣旋進一步增強至颱風程度時，風眼也會開始在此處的中心區域形成。[32]
14. ↑  「雲捲風眼」是熱帶氣旋中心當中，由螺旋雲帶旋捲成之缺乏組織的眼牆，結構看來較不佳。此現象以發生在熱帶氣旋環流中吹西北風象限內者較為普遍，其維持時間隨當時形成熱帶氣旋的氣象環流條件不同而異，出現時間或長或短。[33][34]
15. ↑  「熱塔」是一個高聳得最少直達對流層頂部（雲頂高度14.5公里或以上）的積雨雲或塔狀積雲，內含大量潛熱而得名。該現象是熱帶氣旋急速增強的先兆，根據美國太空總署對2012年颱風韋森特的報告，出現「熱塔」的熱帶氣旋在9小時內爆發增強的機會，是未發展「熱塔」之熱帶氣旋的2倍。[49]
16. ↑  雖然日本氣象廳沒有在「颱風」之上再設立更高分級，但是氣象廳會把達「颱風」級別的熱帶氣旋再分3種程度顯示，分別是「強」（強い，Strong）、「非常強」（非常に強い，Very Strong）和「猛烈」（猛烈な，Violent）。3種程度中以「猛烈」為最高，接近中心最高持續風速為105節或以上（每小時194公里或以上），門檻稍高於中國國家氣象中心及香港天文台之「超強颱風」，以及臺灣中央氣象局之「強烈颱風」（兩者皆為每小時185公里或以上）。
17. ↑  臺灣中央氣象局研判颱風的7級風（每小時52公里以上）暴風範圍可能侵襲臺澎金馬地區100公里內海域之前24小時，就會發布「海上颱風警報」，將可能受侵襲之各海域列入警戒區域，以後每隔3小時發布一張警報單，必要時得加發。[84]
18. ↑  臺灣中央氣象局研判颱風的7級風（每小時52公里以上）暴風範圍可能侵襲臺澎金馬陸地之前18小時，便會發布「陸上颱風警報」，將可能受侵襲之處列入警戒區域，以後每隔3小時發布一張警報單，必要時得加發。此警報必定與「海上颱風警報」同時生效，因此在中央氣象局警報單上會寫作「海上陸上颱風警報」，而不會只稱為「陸上颱風警報」。[84]

## 外部連結
| 太平洋颱風季             |
| 主題頁 - 專題 - 編輯指南 |

- （英文）颱風2000：各氣象部門對莫蘭蒂的預測路徑集合 （页面存档备份，存于）
- （英文）美國太空總署：相關資料 （页面存档备份，存于）
- （日語）日本氣象廳：數位颱風網資料（日文版 （页面存档备份，存于）、英文版 （页面存档备份，存于））、1614最佳路徑數據（日文版 （页面存档备份，存于）、英文版）、1614最佳路徑圖 （页面存档备份，存于）、2016年熱帶氣旋最佳路徑數據 （页面存档备份，存于）、《2016年熱帶氣旋年刊》 （页面存档备份，存于）
- （英文）美國聯合颱風警報中心：16W最佳路徑數據 （页面存档备份，存于） （页面存档备份，存于）
- （英文）美國海軍研究實驗室：16W檔案 （页面存档备份，存于）
- （简体中文）中國國家氣象中心：2016年熱帶氣旋最佳路徑數據 （页面存档备份，存于）
- （繁體中文）臺灣交通部中央氣象局：颱風資料庫——強烈颱風莫蘭蒂[][][永久][永久][永久][永久][永久][永久][永久]
- （繁體中文）香港天文台：2016年9月熱帶氣旋概述 （页面存档备份，存于）、超強颱風莫蘭蒂報告 （页面存档备份，存于）、實時天氣稿（9月10日 （页面存档备份，存于）－11日 （页面存档备份，存于）－12日 （页面存档备份，存于）－13日 （页面存档备份，存于）－14日 （页面存档备份，存于）－15日 （页面存档备份，存于）－16日 （页面存档备份，存于））、《2016熱帶氣旋年刊》 （页面存档备份，存于）
- （繁體中文）澳門地球物理暨氣象局：2016年熱帶氣旋年報：颱風莫蘭蒂
- （英文）菲律賓大氣地球物理和天文管理局：《2016年熱帶氣旋路徑年報》 （页面存档备份，存于）